# Enentarzi van Lagash
Enentarzi 2364-2359 v.Chr. was ensi (vorst) van Lagash.
Hij was een priester van Ningirsu en stootte waarschijnlijk zijn voorganger Enannatum II van de troon. Met Enentarzi begon een tijdperk van zwakte voor de stad Lagash waarin de priesters steeds meer de staatskas voor hun eigen gewin misbruikten. Uit zijn regeringsperiode zijn vrijwel alleen geschreven bronnen van administratieve aard bewaard gebleven. Wel is bekend dat er weer oorlog met Elam was. Er is sprake van een bende plunderende Elamitische soldaten die opgerold werd. 
Enentarzi werd opgevolgd door Lugalanda.